# Hydroxypyruvate réductase
Pour les articles homonymes, voir HPR.
L'hydroxypyruvate réductase (HPR) est une oxydoréductase qui catalyse les réactions :
hydroxypyruvate + NADH + H+  {\displaystyle \rightleftharpoons }  D-glycérate + NAD+ ;
hydroxypyruvate + NADPH + H+  {\displaystyle \rightleftharpoons }  D-glycérate + NADP+.
Cette enzyme intervient notamment chez les plantes dans la photorespiration au sein des peroxysomes.